# Гюг де Грот
Генрі Франсискус «Гюг» де Гроот (нід. Henri Franciscus «Huug» de Groot; 7 травня 1890, Роттердам — 18 квітня 1957, Схевенінген) — нідерландський футболіст, що грав на позиції нападника. П'ятиразовий чемпіон Нідерландів в складі Спарти», бронзовий призер Олімпійських ігор 1912 року в складі збірної Нідерландів. Забив 100-й гол в історії збірної.

## Клубна кар'єра
Генрі де Грот був провідним нападником клубу «Спарта» з міста Роттердам. З цим клубом він п'ять разів ставав чемпіоном країни в період 1909—1915 років. У сезоні 1912-13 він забив 30 голів з 57 командних.
Вболівальники дали йому прізвисько «Гюг», під яким він і став відомим. Це прізвисько, ймовірно, було натхненне Гуго де Гроотом. Коли в одному з матчів де Грот виконував один зі своїх знаменитих дальніх ударів, з трибун пролунало: «Гююююююююг…», і таке скандування прижилося. Ще одним прізвиськом Де Грота було «гармата Спарти».

## Кар'єра в збірній
За збірну Нідерландів дебютував у 1912 році. Був частиною команди, яка виграла бронзову медаль на Олімпійських іграх у Стокгольмі. У матчі за бронзу проти Фінляндії забив свої перші два голи на міжнародному рівні.
Найвідоміший міжнародний виступ Де Грота відбувся 24 березня 1913 року в Гаазі. Суперником Нідерландів стала англійська аматорська збірна. У попередні роки помаранчеві розгромно програвали цьому супернику: 2:12 у 1907 році і 1:9 в 1909 році. Тому англійці очікували на ще одну легку перемогу. Але вже на четвертій хвилині першого тайму Де Грот зумів перехитрити голкіпера англійців дальнім ударом. Голкіперу Юсту Гебелю вдавалося утримувати цю перевагу, але один гол він все-таки в першому таймі пропустив. Після перерви Нідерланди отримали право на штрафний, Де Грот пробив у стінку, але м'яч зрикошетив і залетів у сітку. Англійці пішли на штурм нідерландських воріт, але нападаючий Ян Вос опустився в півзахист для підсилення захисту, а воротар Гебель знову багато рятував. Після фінального свистка публіка увірвалася на поле. Нідерланди вперше виграли у «непереможного Альбіону».
Гюг де Грот був визначним гравцем в історії голландського футболу, але зіграв лише дев'ять матчів за збірну (в яких забив шість голів). Головними причинами цього були сильні конкуренти (зокрема Де Кесслер), а також Перша світова війна, в роки якої матчі не проводились.

## Титули і досягнення
- Бронзовий призер Олімпійських ігор (1):

Нідерланди: 1912
- Чемпіон Нідерландів (5):

«Спарта»: 1909, 1911, 1912, 1913, 1915

## Статистика

### Статистика виступів за збірну
| Дата       | Місто           | Господарі  | Результат | Гості      | Турнір                 | Голи | Примітки                 |
| ---------- | --------------- | ---------- | --------- | ---------- | ---------------------- | ---- | ------------------------ |
| 10-3-1912  | Антверпен       | Бельгія    | 1 – 2     | Нідерланди | товариський матч       | -    |                          |
| 29-6-1912  | Стокгольм       | Швеція     | 3 – 4     | Нідерланди | ОІ 1912 - Перший раунд | -    |                          |
| 30-6-1912  | Сульна (комуна) | Нідерланди | 3 – 1     | Австрія    | ОІ 1912 - 1/4 фіналу   | -    |                          |
| 2-7-1912   | Стокгольм       | Нідерланди | 1 – 4     | Данія      | ОІ 1912 - 1/2 фіналу   | -    |                          |
| 4-7-1912   | Сульна (комуна) | Нідерланди | 9 – 0     | Фінляндія  | ОІ 1912 - За 3 місце   | 2    |                          |
| 24-3-1913  | Гаага           | Нідерланди | 2 – 1     | Англія     | товариський матч       | 2    | Аматорська збірна Англії |
| 20-4-1913  | Зволле          | Нідерланди | 2 – 4     | Бельгія    | товариський матч       | 1    |                          |
| 15-11-1913 | Галл            | Англія     | 2 – 1     | Нідерланди | товариський матч       | -    | Аматорська збірна Англії |
| 17-5-1914  | Копенгаген      | Данія      | 4 – 3     | Нідерланди | товариський матч       | 1    |                          |
| Усього     |                 | Матчів     | 9         |            | Голів                  | 6    |                          |